# Камий Жордан
Мари Енмон Камий Жордан (на френски: Marie Ennemond Camille Jordan), обикновено само Камий Жордан, е френски математик.
Известен е както с основополагащата си работа в теория на групите, така и със своя „Курс по анализ“ (Cours d'analyse).
Учил е в Екол политекник. Минен инженер по професия, по-късно преподава в Екол Политекник и Колеж дьо Франс, където си изгражда репутацията на избиращ много ексцентрична нотация.

## Книги от К. Жордан
- Cours d'analyse de l'Ecole Polytechnique; 1 Calcul différentiel (Gauthier-Villars, 1909)
- Cours d'analyse de l'Ecole Polytechnique; 2 Calcul intégral (Gauthier-Villars, 1909)
- Cours d'analyse de l'Ecole Polytechnique; 3 équations différentielles (Gauthier-Villars, 1909)
- Mémoire sur le nombre des valeurs des fonctions (1861–1869)
- Recherches sur les polyèdres (Gauthier-Villars, 1866)
- Jordan, Camille. Traité des substitutions et des équations algébriques.   Paris, Gauthier-Villars, 1870.